# Madonna della Salve
Madonna della Salve, e anticamente Madonna dello spasimo, è uno degli appellativi con cui la Chiesa cattolica venera  Maria madre di Gesù. È patrona della Diocesi di Alessandria, mentre San Baudolino  è patrono della città di Alessandria, e viene celebrata la terza domenica dopo Pasqua. La rappresentazione iconografica è resa in forma di scultura in legno di pioppo che, nella religione cattolica, raffigura Maria sorretta da Giovanni ai piedi della croce.

## Storia

### Datazione
La tradizione vuole che il simulacro fosse in origine conservato nella chiesa di Roboretum (Rovereto, o Castrum Roboreti), in seguito denominata Chiesa di Santa Maria di Castello. Rovereto fu uno degli otto insediamenti che contribuirono alla fondazione della città di Alessandria nella seconda metà del XII secolo. Definita la fondazione della città, la statua fu trasferita, nel 1178, nell'antica Cattedrale di San Pietro da poco edificata. In seguito alla demolizione della cattedrale, voluta da Napoleone nel 1803, il simulacro venne traslato nella nuova cattedrale di Alessandria. La supposta provenienza dall'antica chiesa di Santa Maria di Castello, da più fonti affermata (la translazione in Cattedrale sarebbe avvenuta all'inizio del XIII secolo) è divenuta garanzia della particolare antichità del simulacro, ritenuto preesistente alla fondazione di Alessandria.
Già nell'Ottocento era stata formulata qualche riserva in proposito: G. B. Rossi (1877) propone cautamente una datazione "quattrocentesca, cioè del XIV secolo". Nel 1988 si sono rinnovati i dubbi sulla particolare antichità del simulacro della Salve: "l'acconciatura della Vergine, il taglio del suo abito dalla cinta fortemente rialzata, il viso dal naso affilato, dalla bocca piccola e dal mento tondeggiante: tutto indirizzo nettamente verso sculture lombarde del secondo Quattrocento". Inoltre la copia in terracotta custodita in Santa Maria di Castello, che dovrebbe provare la reale provenienza del gruppo ligneo da detta chiesa, è ugualmente databile alla fine del XV secolo.

### Il titolo
Il titolo originale Madonna dello Spasimo venne modificato in Madonna della Salve dopo il 24 aprile 1489: gli storici alessandrini riferiscono che il in quella data, durante le celebrazioni in cattedrale dedicate a San Giorgio, la statua della Vergine sudò prodigiosamente e tutti i fedeli che si rivolsero a lei ricevettero le grazie richieste. L'ex Segretario di Stato della Santa Sede Tarcisio Bertone, in occasione delle celebrazioni del 26 aprile 2009, ricorda nella sua omelia: la storia religiosa e civile di Alessandria è intessuta di testimonianze di scambio di affetto e di comprensione tra la Madonna della Salve ed i suoi figli alessandrini. Ricordiamo come nei pericoli di guerre o pestilenze, siccità o inondazioni, il popolo devoto, ma anche le autorità civili, si riunivano per implorare la potente intercessione della Madre e, dopo lo scampato pericolo, innalzavano solenne rendimento di grazie per i favori ricevuti, arricchendo simbolicamente la sua icona di pregi ed onorificenze.
Il fatto diede avvio alla speciale devozione di cui il gruppo scultoreo è ancor oggi oggetto: ogni sabato sera è la recita cantata della Salve Regina (donde l'appellativo "della Salve"); annualmente si celebra il ricordo dell'evento miracoloso con una processione, dapprima stabilita alla data precisa della ricorrenza, poi fissato alla Domenica in albis, infine definita alla quarta domenica di Pasqua, preceduta dall'ottavario.

### Le collocazioni
In cattedrale la collocazione del simulacro subì frequenti mutamenti per trovare infine nel 1592 definita sistemazione sull'altare di San Perpetuo, nell'abside laterale sinistra; qui si riedificò una nuova più sfarzosa cappella tra il 1645 e il 1649. Demolita la Cattedrale antica e ricostruita la chiesa di San Marco, già dei Domenicani, quale nuova Cattedrale, alla Madonna della Salve fu destinata la penultima cappella della navata destra entrando; con il rivoluzionario restauro della Cattedrale negli anni 1874 - 1879 su progetto di E. Arborio Mella nacque la definitiva cappella dalla fusione della precedente e dell'ultima già intitolata a San Pio V. Il gruppo ligneo della Salve deve il suo aspetto attuale al restauro realizzato tra il 16 maggio e il 9 giugno 1876 dallo scultore savonese Antonio Brilla a seguito dei danni provocati da un incendio (rifacimento delle mani, totale ridipintura, aggiunta degli occhi in pasta di vetro).

## Descrizione
Il simulacro è custodito nella cassa argentea. La Madonna indossa un abito rosso ed un manto azzurro che le copre capo e spalle; in ginocchio, il capo leggermente piegato all'indietro, il braccio destro abbandonato lungo il corpo, tiene la mano sinistra in quella di Giovanni, che, alle sue spalle, la sorregge, anch'egli vestito di una tunica rossa e di un manto azzurro, con lunghe chiome ricadenti sulle spalle e sul petto.

## Inno alla Madonna della Salve
La versione completa di seguito è quella utilizzata nella Liturgia delle Ore per la celebrazione dei primi e secondi vespri.
O Regina dell'Empireo,

tutta pura, tutta bella:

salve, Figlia, Sposa, Ancella,

salve Madre al Redentor.

Rit.: Salve, salve,

o d'Alessandria,

Clementissima Patrona.

Se peccammo, deh perdona.

Deh, c'infiamma

del tuo amor. (bis)

Nel mirarti in quell'immagine

mesta ai piedi della Croce,

un rimorso giusto, atroce,

ci ripiomba in mezzo al cor.

Rit.

Qual un dì mite e propizia

ti mostrasti agli avi nostri

tal propizia a noi ti mostri

tra le angustie ed il dolor.

Rit.

A te Padre Onnipotente,

ed al Figlio Redentor,

al Divino Eterno Amore,

gloria, lode e sommo onor!

Rit.

## Curiosità
La tradizione aggiunse un particolare acrostico definendo "Salve" come: "Sempre Alessandria la Vergine esaudisce".